# Sélim Ier Giray
Sélim Ier Hadji Giray (mort en décembre 1704) est un khan de Crimée. Sa longue activité couvre les règnes de cinq sultans ottomans : Mehmed IV, Soliman II, Ahmet II, Moustafa II et Ahmet III. Il règne pas moins de quatre fois sur le khanat.

## Origine
Il est le fils de Bahadir Ier Giray (1637-1641).

## Règnes

### Premier règne
Sélim Ier Giray accède au trône en mai 1671. Dès l'année suivante, il doit participer comme vassal de la Sublime Porte à la guerre entre la Pologne et l'Empire ottoman (1672-1676). Il conquiert une partie de l'Ukraine mais il échoue lors du siège de Tchyhyryne et il est déposé en décembre 1677.

### Second règne
Pendant le début de la guerre austro-turque de 1683-1699, ses deux successeurs, Murad Giray et Haci II Giray, sont à leur tour déposés et il est nommé une seconde fois khan de Crimée en juin 1684.
Le khan, avec le gros de ses troupes, occupait le Boudjak d'où il contrôlait les principautés de Moldavie et de Valachie pendant que son nûreddîn Azamet Giray ravageait la Volhynie et combattait victorieusement la Pologne. Après s'être rendu à Edirne, Sélim Ier revient en Bessarabie pour prendre part à des négociations avec les Polonais. En mai 1689, il doit revenir brusquement en Crimée pour faire face à une offensive des Russes dans l'isthme de Perekop qu'il repousse. Les pourparlers avec la Pologne ayant échoué, les Polonais reprennent les hostilités et un mois plus tard les Autrichiens passent eux aussi à l'offensive ; en octobre 1689 ils occupent Niš Vidin et Skopje.
La Sublime Porte demande une nouvelle intervention des Tatars. Sélim Ier Giray, à la tête de son armée, se rend à Sofia puis marche sur Skopje et combat les Autrichiens au Kosovo. Au cours de l'été 1690, les Ottomans et leurs alliés réoccupent la plupart des villes perdues l'année précédente et reprennent Belgrade en octobre 1690. Le khan Sélim Ier ne participe plus aux combats en décembre et se retire à Istanbul en laissant le commandement à son fis et qalgha, le futur Devlet II Giray. En mars 1691, il abdique pour se rendre en pèlerinage à La Mecque, d'où son titre de « Hadji ».

### Troisième règne
Après la mort du grand vizir Fazıl Mustafa Köprülü et la destitution de Safa Giray, il est de nouveau porté au trône en octobre 1692. Craignant une offensive des Autrichiens en Transylvanie, les Ottomans et les Tatars commandés par Sélim Ier se concentrent sur le Danube. L'attaque portant sur Belgrade, les deux armées se portent au secours de cette place forte et obligent leurs ennemis à lever le siège.
Au début de septembre 1694, l'armée tatare toujours commandée par Sélim Ier quitte la Crimée pour rejoindre les Ottomans à Belgrade et participe au siège de Petervardein en octobre. Lors de l'offensive de 1695, le sultan Moustafa II prend Lippa mais Sélim Ier arrive trop tard pour participer à la bataille de Lugos, remportée sur les Autrichiens.
C'est à ce moment que Sélim Ier, avec l'accord du sultan, retourne en Crimée pour faire face à Pierre Ier de Russie qui attaque Azov, dont il s'empare en août 1696. Le conflit se termine par le traité de Karlowitz. Après la conclusion de la paix, Sélim Ier renonce une nouvelle fois au trône et se retire près d'Istanbul en janvier 1699.

### Quatrième règne
Après le court règne de Devlet II Giray, Sélim Ier Giray est encore appelé au trône en décembre 1702 par la Sublime Porte. Pendant ce dernier règne, il rétablit la paix en Crimée et meurt à Bahçesaray en décembre 1704.

## Postérité
Sélim Ier laisse dix fils et dix filles. Six de ses fils se succèdent également comme khan avec des règnes multiples pendant la première moitié du XVIIIe siècle :
- Devlet II Giray ;
- Ghazi III Giray ;
- Qaplan Ier Giray ;
- Maqsud, nureddin de ses frères ;
- Sahib, nureddin de ses frères ;
- Saadet IV Giray ;
- Mengli II Giray ;
- Selamet II Giray.